# Caloparyphus mariposa
Caloparyphus mariposa is een vliegensoort uit de familie van de Stratiomyidae. De wetenschappelijke naam van de soort is voor het eerst geldig gepubliceerd in 1939 door James.